# Герреро, Чаво
Сальвадор Герреро IV (англ. Salvador Guerrero IV, род. 20 октября 1970, Эль-Пасо, Техас) также известный как Чаво Герреро и Чаво Герреро-младший — американский рестлер и промоутер. Ранее он работал в World Championship Wrestling (WCW), World Wrestling Federation/Entertainment (WWF/WWE), Total Nonstop Action Wrestling (TNA), All Elite Wrestling (AEW), Lucha Underground (LU) и Nación Lucha Libre (NLL).
Как одиночный рестлер Герреро является бывшим чемпионом мира ECW в WWE, и шестикратным чемпионом в первом тяжёлом весе как в WWE, так и в WCW. Он также добился успеха в командном рестлинге, став пятикратным командным чемпионом мира — дважды выиграв командное чемпионство WWE с Эдди Герреро в составе команды «Лос Геррерос», один раз — командное чемпионство мира WCW с Капрал Кейджуном в составе команды «Отбросы в действии» и дважды — командным чемпионом мира TNA с Эрнандесом. В WCW, WWE и TNA Герреро выиграл дюжину титулов и один титул чемпиона мира.

## Титулы и достижения
- Asistencia Asesoría y Administración
  - Lucha Libre World Cup (2016, мужской дивизион) — с Кейджем и Джонни Мундо[2]

- Lucha Underground
  - Lucha Underground Gift of the Gods Championship (1 раз)
- Pro Wrestling Illustrated
  - № 17 в списке 500 лучших рестлеров 2004 года[3]
- Ring Ka King
  - Командный чемпион RKK (1 раз) — с Бульдогом Хартом[4]
  - RKK Tag Team Championship Tournament (2011) — с Бульдогом Хартом
- Total Nonstop Action Wrestling
  - Командный чемпион мира TNA (2 раза) — с Эрнандесом[5]
  - Feast or Fired (2013 — увольнение)
- Vendetta Pro Wrestling
  - Vendetta Pro Чемпион в тяжёлом весе (1 раз)[6]
  - Vendetty Award—2014 Co-Special Guest star of the Year (w/ Чаво Герреро-старшим и Чарльзом Райтом)[7]
- World Championship Wrestling
  - Чемпион WCW в первом тяжёлом весе (2 раза)[8]
  - Командный чемпион WCW (1 раз)[9] — с Corporal Cajun
- World Wrestling Council
  - WWC Caribbean Heavyweight Championship (1 раз)[10]
- World Wrestling Entertainment
  - Чемпион ECW (1 раз)[11]
  - Чемпион WWE в первом тяжёлом весе (4 раза)[8]
  - Командный чемпион WWE (2 раза)[12] — с Эдди Герреро
- Wrestling Observer Newsletter
  - Команда года (2002) с Эдди Герреро
  - Худшая вражда года (2009) против Хорнсвоггла

Luchas de Apuestas
| Победитель (ставка)       | Проигравший (ставка)      | Место проведения        | Шоу                               | Дата           | Прим. |
| ------------------------- | ------------------------- | ----------------------- | --------------------------------- | -------------- | ----- |
| Эдди Герреро (волосы)     | Чаво Герреро мл. (волосы) | Сан-Диего, Калифорния   | Bash at the Beach                 | July 12, 1998  |       |
| Чаво Герреро мл. (волосы) | Дэмьен 666 (волосы)       | Санта-Мария, Калифорния | Summer Sizzle V — VendettaVersary | August 2, 2014 |       |

## Фильмография
| Год  |   | Русское название | Оригинальное название | Роль          |
| ---- | - | ---------------- | --------------------- | ------------- |
| 2015 | с | Гримм            | Grimm                 | Джеймс Васкес |